# Кенефік (Техас)
Кенефік (англ. Kenefick) — місто (англ. town) в США, в окрузі Ліберті штату Техас. Населення — 615 осіб (2020).

## Географія
Кенефік розташований за координатами 30°6′10″ пн. ш. 94°50′30″ зх. д. / 30.10278° пн. ш. 94.84167° зх. д. (30.102854, -94.841557).  За даними Бюро перепису населення США в 2010 році місто мало площу 4,03 км², з яких 4,02 км² — суходіл та 0,01 км² — водойми.

## Демографія
Згідно з переписом 2010 року, у місті мешкали 563 особи в 220 домогосподарствах у складі 164 родин. Густота населення становила 140 осіб/км².  Було 243 помешкання (60/км²).
Расовий склад населення:
| - 97,2 % — білих - 0,4 % — азіатів |

До двох чи більше рас належало 1,6 %. Частка іспаномовних становила 4,4 % від усіх жителів.
За віковим діапазоном населення розподілялося таким чином: 22,0 % — особи молодші 18 років, 64,5 % — особи у віці 18—64 років, 13,5 % — особи у віці 65 років та старші. Медіана віку мешканця становила 42,7 року. На 100 осіб жіночої статі у місті припадало 104,0 чоловіків;  на 100 жінок у віці від 18 років та старших — 102,3 чоловіків також старших 18 років.
Середній дохід на одне домашнє господарство  становив 61 977 доларів США (медіана — 44 500), а середній дохід на одну сім'ю — 72 648 доларів (медіана — 52 500). За межею бідності перебувало 7,2 % осіб, у тому числі 10,1 % дітей у віці до 18 років та 3,1 % осіб у віці 65 років та старших.
Цивільне працевлаштоване населення становило 179 осіб. Основні галузі зайнятості: роздрібна торгівля — 17,9 %, виробництво — 16,2 %, будівництво — 16,2 %.